# Ice Age: Collision Course
Ice Age: Collision Course is een Amerikaanse 3D-animatiefilm uit 2016, geregisseerd door Mike Thurmeier en Galen T. Chu. Het is de vijfde langspeelfilm in de reeks en het vervolg op Ice Age: Continental Drift uit 2012.

## Verhaal
Scrat activeert per ongeluk een buitenaards ruimteschip dat ingevroren zit in het ijs als hij een eikel probeert te verbergen. Het schip schiet de ruimte in en stuurt verscheidene planetoïden richting aarde. Ondertussen is Mannie ongerust omdat zijn dochter Peaches wil trouwen met haar verloofde Julian en de kudde wil verlaten. Tijdens het huwelijksverjaardagsfeest van Mannie en Ellie vallen er een groot aantal planetoïde neer op de aarde en ze kunnen ternauwernood ontsnappen. Maar dan komt Buck met een oud stenen monument dat hij gevonden heeft in een oude ondergrondse tempel. Het monument voorspelt het einde van al het leven op aarde door de inslag van een grote planetoïde die over twee dagen de aarde zal raken. De kudde moet naar de plaats van de inslag om deze catastrofe proberen te voorkomen. Wat ze niet weten is dat Buck gevolgd wordt door drie dromaeosaurissen die net het tegenovergestelde willen. Onderweg naar de inslagplaats ontdekken ze dat de planetoïde magnetisch is en wordt aangetrokken door zijn tegenovergestelde pool op de aarde. Aangekomen op de plaats blijkt op er in de kern van het magnetisch gesteente op aarde een Geotopia gebouwd te zijn. De dieren die daar leven onder de leiding van de Shangri Lama blijken nooit te verouderen. Brooke, een van de inwonende luiaards wordt verliefd op Sid en deze veroorzaakt een ramp tijdens zijn huwelijksaanzoek en laat de gehele stad instorten. De inwoners verliezen hun eeuwige jeugd en verouderen snel. Brooke kan ze overtuigen om de stad niet meer op te bouwen maar het magnetisch materiaal te gebruiken om de aarde te redden. Op voorstel van Buck wordt alles in de krater van de vulkaan gedumpt. De dromaeosaurissen proberen het plan te saboteren maar kunnen door Buck overtuigd worden mee te werken. Door de uitbarsting van de vulkaan te forceren wordt het materiaal de ruimte ingeschoten en laat de baan van de planetoïde afbuigen waardoor deze rakelings langs de aarde vliegt. Na het vermijden van de ramp trouwen Peaches en Julian en deze laatste heeft veel respect gewonnen van Mannie tijdens de voorgaande crisis waardoor Ellie en Mannie blij zijn met de keuze van hun dochter.

## Stemverdeling
| Personage                    | Originele stem       | Nederlandse stem              | Vlaamse stem            |
| ---------------------------- | -------------------- | ----------------------------- | ----------------------- |
| Scrat (sabeltandeekhoorn)    | Chris Wedge          | Chris Wedge                   | Chris Wedge             |
| Manny (mammoet)              | Ray Romano           | Jack Wouterse                 | Koen De Graeve          |
| Sid (luiaard)                | John Leguizamo       | Carlo Boszhard                | Kevin Janssens          |
| Diego (sabeltandtijger)      | Denis Leary          | Filip Bolluyt                 | Lucas Van den Eynde     |
| Ellie (mammoet)              | Queen Latifah        | Daphne Bunskoek               | Tania Van der Sanden    |
| Buck (wezel)                 | Simon Pegg           | Jeroen Woe                    | Herwig Ilegems          |
| Eddie (buidelrat)            | Josh Peck            | Tygo Gernandt                 | Jelle De Beule          |
| Crash (buidelrat)            | Seann William Scott  | Eddy Zoëy                     | Nico Sturm              |
| Peaches (mammoet)            | Keke Palmer          | Loek Beernink                 | Aagje Dom               |
| Julian (mammoet)             | Adam DeVine          | Ferry Doedens                 | Thomas Van Achteren     |
| Granny (luiaard)             | Wanda Sykes          | Marjolein Algera              | Britt Van Der Borght    |
| Shira (sabeltandtijger)      | Jennifer Lopez       | Froukje de Both               | Charlotte Vandermeersch |
| Shangri Llama (lama)         | Jesse Tyler Ferguson | Arjan Ederveen                | Jonas Van Geel          |
| Brooke (luiaard)             | Jessie J             | Leona Philippo                | Evelien Bosmans         |
| Gavin (dinosauriër)          | Nick Offerman        | Rob van de Meeberg            | Dries Van Hegen         |
| Gertie (dinosauriër)         | Stephanie Beatriz    | Desi van Doeveren             | Robin Verpooten         |
| Roger (dinosauriër)          | Max Greenfield       | Mitchell van den Dungen Bille | Ergin Arslanbas         |
| Francine (luiaard)           | Melissa Rauch        | Nine Meijer                   |                         |
| Teddy (konijn)               | Michael Strahan      | Paul Disbergen                | Vic De Wachter          |
| Bubbles en Misty (eenhoorns) | Lilly Singh          | Hymke de Vries                |                         |